# SS Ceramic
«Керамік» (англ. SS Ceramic) — британське пасажирське судно-океанський лайнер, побудоване у Белфасті на замовлення компанії «White Star Line» у 1912—1913 роках, яке курсувало за маршрутом Ліверпуль — Австралія. «Керамік» був найбільшим судном, що обслуговував цей маршрут, доки «P&O» не ввело в експлуатацію RMS Mooltan у 1923 році.
У 1934 році компанія «Shaw, Savill & Albion Line» поглинула австралійський сегмент «White Star» та придбала «Керамік». Лайнер служив військовим судном в обох світових війнах. У 1942 році його потопив підводний човен; з 656 людей на борту вціліла лише одна людина.
Це був перший з двох кораблів, що мав назву «Ceramic». Другий був рефрижераторний вантажний пароплав «Shaw, Savill & Albion», побудований в Англії в 1948 році та зданий на металобрухт у 1972 році.
Перше плавання «Кераміка» розпочалося 24 липня 1913 року, коли він вирушив з Ліверпуля до Австралії. На той час це був найбільший лайнер, що курсував на маршруті між двома країнами. У 1914 році судно реквізували для Перших австралійських імперських сил як військовий корабель HMAT (Його Величності Австралійський транспорт) «Керамік» з вимпеловим номером A40. Він був озброєний двома кормовими морськими гарматами QF калібру 4,7 дюйма (120 мм).
«Керамік» пережив низку атак. У травні 1916 року він перебував у Середземному морі, маючи на борту 2500 військовослужбовців, коли дві торпеди від невідомого нападника пройшли повз судно. 9 червня 1917 року він йшов через Ла-Манш, коли знову торпеда невідомого нападника пройшла повз його корпус. 21 липня в Північній Атлантиці біля Канарських островів підводний човен, що вийшов на поверхню, переслідував «Керамік» протягом 40 хвилин. «Керамік» відкрив вогонь по підводному човну зі своїх 4,7-дюймових кормових гармат і відігнав нападника.
Коли 1 вересня 1939 року спалахнула Друга світова війна, «Керамік» перебував на Тенерифе, прямуючи своїм регулярним маршрутом до Південної Африки та далі до Австралії. Він продовжував рух за розкладом і досяг Австралії в жовтні. 1 листопада корабель вирушив із Сіднея. У лютому 1940 року «Керамік» був введений в експлуатацію як військове транспортне судно.
23 листопада 1942 року лайнер вийшов у черговий рейс з Ліверпуля до Сіднея. На борту перебувало 278 пасажирів і 378 членів команди. Серед пасажирів було 196 членів Королівського військово-морського флоту і британської армії, 30 медичних сестер Імперської сестринської служби імені королеви Вікторії та 152 громадянські особи, включаючи 12 дітей.
Із-за небезпеки торпедування німецькими підводними човнами «Керамік» вийшов із Ліверпуля у складі трансатлантичного конвою ON 149. 2 грудня судно відокремилося від конвоя і змінило курс на південь до острова Святої Єлени. Капітан Елфорд вважав, що розвинувши велику швидкість корабель зможе уникнути зіткнення з ворожими субмаринами. Однак 6 грудня німецький підводний човен U-515 під командуванням Вернера Генке виявив лайнер. Після півночі 7 грудня U-515 випустив дві торпеди, пустивши судно на дно. В результаті катастрофи загинуло 655 людей, вцілів лише один чоловік.